# Kapitol
Kapitol eller Kapitolhøjen (latin Capitolinus Mons og italiensk Campidoglio), også skrevet som Capitol eller Capitolhøjen, er den højeste og mindste af Roms syv høje. Højen rejser sig mellem Forum Romanum og Marsmarken. Her lå i antikken Roms vigtigste tempel, som var ramme for de vigtigste politiske og religiøse ceremonier; højen med templet blev derfor symbol på Roms magt og position som Caput Mundi, verdens hovedstad, og igennem hele Roms historie har Kapitol været sæde for byens styre, og den dag i dag ligger Roms rådhus her. Der er fundet spor af bebyggelsen fra bronzealderen, og højen udgjorde oprindeligt et naturligt fort; senere blev der bygget et lille citadel. Dele af Kapitol var tidligt reserveret religiøse formål og blev centrum for den romerske statskult.

## Historie
Det store tempel for Iuppiter Optimus Maximus og den kapitolinske triade, som i sin seneste form bestod af Jupiter, Juno og Minerva, blev ifølge legenden opført af Roms sidste konge, Lucius Tarquinius Superbus. Det blev regnet som byens største og smukkeste. Templet blev ødelagt og genopbygget flere gange. De nuværende bygninger stammer fra d. 16. årh. og huser udover rådhuset (Palazzo Senatorio) de kapitolinske museer. De omkranser den plads, som Michelangelo skabte.
Lige neden for Kapitol lå templet viet til krigsgudinden Bellona, hvor Roms bygrænse gik i kongetiden. Da den senere kejser Augustus erklærede Kleopatra 7. krig i oktober 31 f.Kr, genopvækkede han et ældgammelt ritual med at kaste et spyd ind på fjendens område som tegn på at krigshandlingerne var i gang. Ferial-kollegiet – præsteskabet, der var ansvarligt for ceremonien – blev sammenkaldt foran Bellonatemplet, og efter at spyddet først var hærdet i ild, blev det jaget ned i en kasse med jord, som symboliserede "udlandet". 
Højen var scene for flere berømte begivenheder i Romerrigets historie; den var det sidste forsvar af byen under gallernes belejring i 390 f.Kr., og her blev Gracchus myrdet, og Brutus og hans medsammensvorne søge tilflugt her efter mordet på Julius Cæsar. Triumftogene for de sejrrige generaler endte her. Politiske forbrydere blev henrettet her.
Da Romerriget brød sammen, forfaldt bygningerne på Kapitol. Templet blev plyndret og stod tilbage som en ruin. I det 12. årh. dannede Roms borgere et selvstyre i opposition til pavemagten og byggede grunden til Palazzo Senatorio. Fra 1536 til 1546 blev Kapitol radikalt forandret, da Michelangelo byggede tre paladser, der omkranser en trapezformet plads. En ny bred trappe blev opført, og adgangen blev flyttet fra Forum Romanum til den modsatte side af højen. Derved blev dens orientering fuldstændigt ændret, så den nu vender bort fra kejsernes Rom, i retning Vatikanet og pavernes Rom.

## Fængslet på Kapitol
Flere stenbrud, latumiae, fik blød, vulkansk sten fra Kapitolhøjden. For at udnytte en naturlig kilde, blev en cisterne bygget ind i bruddet der vendte mod Forum, sandsynligvis efter gallernes invasion i 387. Da mursten og hårdere stensorter blev moderne, blev stenbruddet med cisternen til et fængsel, kendt under navnet Tullianum. Navnet blev tolket, som om det var rejst af kong Servius Tullianus, som man mente havde rejst Serviusmuren. I middelalderen blev det kaldet "det mamertinske fængsel". 
Tullianum var Roms strengeste fængsel beregnet på dødsdømte statsfjender. Der var to værelser – det øverste til varetægt, det nederste var dødscellen. Trappen derned er af ny dato. I antikken blev fanger og bøddel hejst derned. Der er ingen vinduer, og åbningen i taget var den eneste kilde til lys, men fra en underjordisk kilde hørte man lyden af rindende vand. Gulvet blev hævet i 1665. Tidligere var der 3,5 m til taget, mens rummet er ca. 7 meter i diameter. I 104 f.Kr. hejstes kong Jugurtha af Numidien herned og lod ham sulte ihjel, efter at have ført ham gennem byen i Marius' triumftog. Blandt de henrettede er Catilina efter konsul Cicero afslørede hans sammensværgelse i 63 f.Kr.. Gallerkongen Vercingetorix blev i 49 f.Kr. slæbt gennem byen i Julius Cæsars triumftog og kvalt i dødscellen. Kejser Tiberius' prætorianerprefekten Sejanus blev henrettet her i år 31, og hans lig smidt i Tiberen sammen med ligene af hans kone og børn.
I dag ligger Tullianum under kapellet San Pietro in carcere (= St. Peter i fængsel), opkaldet efter dets berømteste fange. Peter var imidlertid ikke statsfjende, så hvis han virkelig har siddet her, har han befundet sig i varetægtscellen øverst. De sen-antikke legender om hans liv i Rom fortæller, at han slog vand af klippen i cellen nederst og brugte det til at døbe sine vogtere, Processus og Martinianus, som også mindes som martyrer. Paulus står også opført på mindepladen ved indgangen, selv om hans tilknytning til Tullianum er lige så usikker som Peters. 

## Seværdigheder
Pga. byggerierne især fra renæssancen er der kun få synlige arkæologiske levn fra antikken, men Palazzo Senatorio er bygget på resterne af romerske bygninger, som kan ses fra Forum siden. Få rester af Jupitertemplet kan ligeledes ses bag Palazzo dei Conservatori. Den bedst bevarede bygning fra kejsertiden ved Kapitol er paradoksalt en såkaldt insula, som er en lejekaserne for byens fattigste. Den blev brugt som fundament for en middelalderlig kirke, som er revet ned.

### Liste over andre seværdigheder
- Kapitolinske museer i Palazzo Nuovo og Palazzo dei Conservatori
- Rytterstatuen af Marcus Aurelius. Kopien står midt på Michelangelos Piazza del Campidoglio
- Fragmenter af en kolossalstatue af Constantius II i gården ved Palazzo dei Conservatori
- Statuerne af Castor og Pollux med heste, ved siden af to statuer af Konstantin den Store og Konstantin II
- Santa Maria del Aracoeli, som i sin nuværende form stammer fra 14. årh.
- Palazzo Senatorio som rummer Roms bystyre